# Чемпионат мира по футболу 1998

Страны, попавшие на чемпионат

Чемпионат мира по футболу 1998  (фр. Coupe du monde de football 1998; англ. 1998 FIFA World Cup) — 16-й чемпионат мира по футболу ФИФА, финальная стадия которого прошла во Франции с 10 июня по 12 июля 1998 года. Франция принимала турнир во второй раз в своей истории (первый раз был в 1938 году), победив в борьбе за проведение Марокко, а турнир стал девятым чемпионатом мира, прошедшим в Европе.
Квалификация к чемпионату мира продолжалась с марта 1996 по ноябрь 1997 года. Число участников выросло с 24 до 32 команд, а число групп расширилось до восьми. На турнире было сыграно 64 матча, которые прошли в 10 городах на 10 стадионах; матч открытия и финал прошли на стадионе «Стад де Франс» в парижском пригороде Сен-Дени, построенном специально к чемпионату мира. Чемпионом мира стала сборная Франции, обыграв в финале бразильцев со счётом 3:0. Франция стала седьмой страной, завладевшей Кубком мира (после Уругвая, Италии, ФРГ, Бразилии, Англии и Аргентины). Официальным мячом чемпионата стал «Adidas Tricolore».
На турнире дебютировали четыре сборные: Хорватия, Ямайка, Япония и Южно-Африканская Республика. На турнире вновь сыграли пропустившие чемпионат мира 1994 года сборные Австрии, Англии, Шотландии и Югославии.

## Выбор места проведения
Исполнительный комитет ФИФА выбирал хозяев чемпионата мира в Цюрихе 2 июля 1992 года. Было всего официально две кандидатуры: Франция и Марокко. Швейцарцы сняли свою кандидатуру из-за несоответствия требованиям ФИФА, а Англия отказалась от борьбы за чемпионат мира, сделав ставку на проведение чемпионата Европы в 1996 году и заполучив в итоге это право. Франция победила со счётом 12:7 и стала третьей страной в мире (после Мексики и Италии), принявшей два чемпионата мира.
| Франция | 12 |
| Марокко | 7  |

### Расследование
Коррупционный скандал в ФИФА 2015 года привёл к раскрытию некоторых фактов: 4 июня 2015 года бывший член исполкома ФИФА Чак Блейзер рассказал, что в ходе выборов организаторов чемпионатов мира 1998 и 2010 года ему предлагали взятки в обмен на голос. Однако расследование показало, что взятку предлагала делегация Марокко, а не делегация победившей Франции.

## Отборочный турнир
12 декабря 1995 года в парижском Лувре была проведена жеребьёвка квалификационных групп. Франция на правах хозяев турнира была освобождена от квалификации, как и Бразилия на правах чемпионов мира. В турнире приняли участие 174 сборные из шести конфедераций — на 24 страны больше, чем в отборе к чемпионату мира 1994 года. От Европы квалифицировались, не считая Франции, 14 стран — 9 победителей групп, одна команда с лучшими показателями из занявших второе место и четыре победителя стыковых матчей. По пять сборных прошли от Южной Америки и Африки, три сборные от Северной Америки. Победитель зоны Океании сыграл с победителем азиатских стыковых матчей.
Четыре сборные дебютировали на чемпионате мира: Хорватия, Ямайка, Япония и ЮАР. Последней на чемпионат мира пробилась сборная Ирана, победившая в межконтинентальных стыковых матчах Австралию 29 ноября 1997 года: Иран, как и Тунис, не играл в финальных частях с 1978 года. Вернулись на турнир сборные Чили (с 1982), Парагвая, Дании (с 1986), Австрии, Англии, Шотландии и Югославии (с 1990). Сенсационно не отобрались на чемпионат мира сборные Швеции, Чехии, Уругвая и России — с учётом выступлений сборной СССР футболисты из России впервые не сыграли на чемпионате мира с 1978 года, поскольку проиграли Италии в стыковых матчах.

### Участники
В финал вышли 32 сборные:

| АФК (4) - Иран (42) - Япония (12) - Саудовская Аравия (34) - Республика Корея (20) КАФ (5) - Камерун (49) - Марокко (13) - Нигерия (74) - ЮАР (24) - Тунис (21) ОФК (0) - Никто | КОНКАКАФ (3) - Ямайка (30) - Мексика (11) - США (14) КОНМЕБОЛ (5) - Аргентина (6) - Бразилия (1) (чемпионы мира) - Чили (9) - Колумбия (10) - Парагвай (29) | УЕФА (15) - Австрия (31) - Бельгия (36) - Болгария (35) - Хорватия (19) - Дания (27) - Англия (5) - Франция (18) (хозяева) - Германия (2) - Италия (3) - Нидерланды (25) - Норвегия (7) - Румыния (22) - Шотландия (41) - Испания (4) - Союзная Республика Югославия (8) |  |

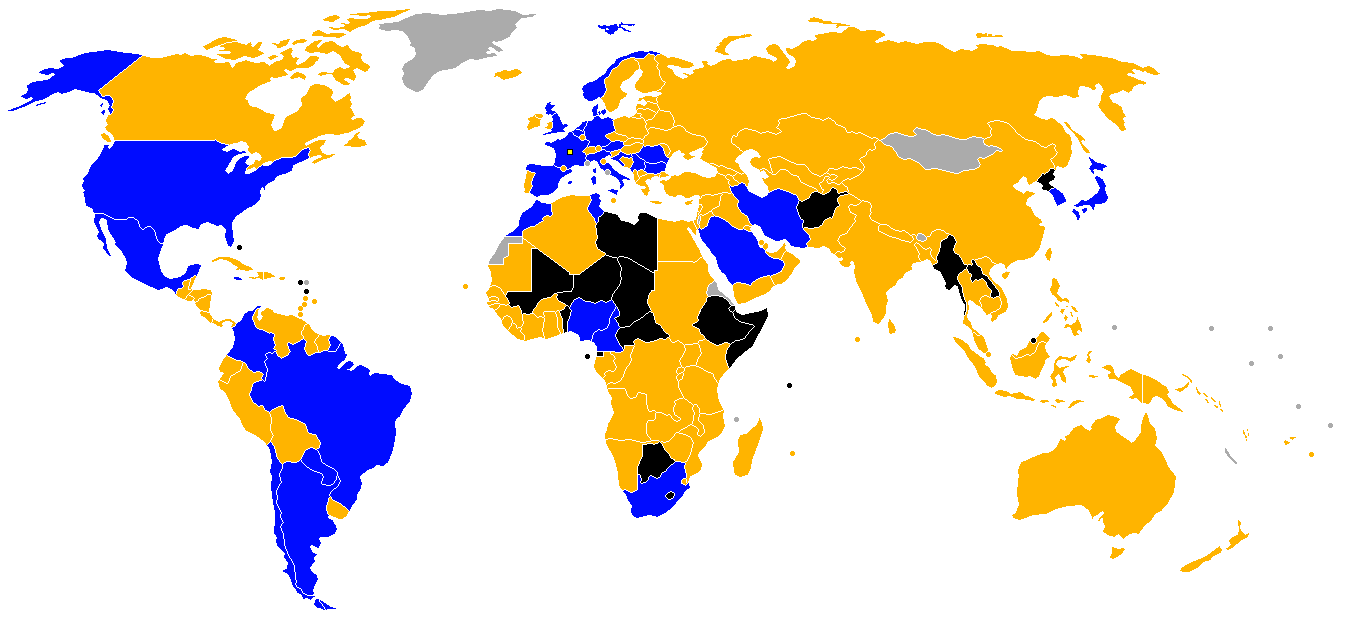
Страны, попавшие на чемпионат мира
Страны, пропустившие чемпионат мира
Страны, не подававшие заявку на участие
Страны, не состоящие в ФИФА

## Города и стадионы
В заявку Франции на проведение чемпионата мира вошли центральный стадион на 80 тысяч мест и ещё девять стадионов в разных городах страны. В июле 1992 года на момент принятия решения во Франции не было ни одного регионального стадиона, хотя бы по минимуму соответствовавшего требованиям ФИФА (вместимость каждого была ниже 40 тысяч человек). Предложенный национальный стадион, который называли «Grand stade» стал объектом множества дискуссий на каждой стадии планирования. Место стадиона определялось за счёт экономических и политических факторов, а также национальных символов. Мэр Парижа Жак Ширак провёл переговоры с премьер-министром Эдуаром Балладюром, на которых оба решили разместить главный стадион в коммуне Сен-Дени — к северу от Парижа. Строительство стадиона заняло 26 месяцев с сентября 1995 по ноябрь 1997 годов, стоимость составила 2,67 млрд французских франков.
В заявке изначально значились 14 французских городов. За процессом подготовки к турниру следили чиновники из ФИФА: контрольные проверки стадионов прошли за несколько недель до начала чемпионата мира. В итоговой заявке остался Монпелье, несмотря на невысокий по сравнению со Страсбургом уровень урбанизации, поскольку городские и региональные власти инвестировали достаточно большие средства за минувшие два десятилетия и смогли оценить в 1997 году их последствия. Ряд стадионов, которые принимали игры чемпионата мира 1938 года — марсельский «Велодром», Муниципальный стадион Тулузы, лионский «Жерлан», «Парк Лескюр» из Бордо и «Парк де Пренс» из Парижа — удостоились во второй раз в истории провести матчи мирового первенства.
Игры прошли на 10 стадионах: девять матчей прошли на «Стад де Франс», шесть — на «Парк де Пренс». Сборная Франции сыграла 4 матча на «Стад де Франс», ещё по одному матчу французы провели в Марселе, Лионе и Лансе (матч плей-офф).
| Сен-Дени                       | Марсель | Париж | Лион |
| ------------------------------ | --- | --- | --- |
| Стад де Франс                  | Велодром | Парк де Пренс                                                                                                 | Жерлан |
| 48°55′28″ с. ш. 2°21′36″ в. д. | 43°16′11″ с. ш. 5°23′45″ в. д.                                                                                | 48°50′29″ с. ш. 2°15′11″ в. д.                                                                                | 45°43′26″ с. ш. 4°49′56″ в. д.                                                                                |
| Вместимость: 80 000            | Вместимость: 60 000                                                                                           | Вместимость: 48 875                                                                                           | Вместимость: 44 000                                                                                           |
|                                | | | |
| Ланс                           | Сен-Дени Марсель Париж Ланс Лион Нант Тулуза Сент-Этьен Бордо МонпельеЧемпионат мира по футболу 1998, Франция | Сен-Дени Марсель Париж Ланс Лион Нант Тулуза Сент-Этьен Бордо МонпельеЧемпионат мира по футболу 1998, Франция | Сен-Дени Марсель Париж Ланс Лион Нант Тулуза Сент-Этьен Бордо МонпельеЧемпионат мира по футболу 1998, Франция |
| Феликс Боллар                  | Сен-Дени Марсель Париж Ланс Лион Нант Тулуза Сент-Этьен Бордо МонпельеЧемпионат мира по футболу 1998, Франция | Сен-Дени Марсель Париж Ланс Лион Нант Тулуза Сент-Этьен Бордо МонпельеЧемпионат мира по футболу 1998, Франция | Сен-Дени Марсель Париж Ланс Лион Нант Тулуза Сент-Этьен Бордо МонпельеЧемпионат мира по футболу 1998, Франция |
| 50°25′58″ с. ш. 2°48′53″ в. д. | Сен-Дени Марсель Париж Ланс Лион Нант Тулуза Сент-Этьен Бордо МонпельеЧемпионат мира по футболу 1998, Франция | Сен-Дени Марсель Париж Ланс Лион Нант Тулуза Сент-Этьен Бордо МонпельеЧемпионат мира по футболу 1998, Франция | Сен-Дени Марсель Париж Ланс Лион Нант Тулуза Сент-Этьен Бордо МонпельеЧемпионат мира по футболу 1998, Франция |
| Вместимость: 41 300            | Сен-Дени Марсель Париж Ланс Лион Нант Тулуза Сент-Этьен Бордо МонпельеЧемпионат мира по футболу 1998, Франция | Сен-Дени Марсель Париж Ланс Лион Нант Тулуза Сент-Этьен Бордо МонпельеЧемпионат мира по футболу 1998, Франция | Сен-Дени Марсель Париж Ланс Лион Нант Тулуза Сент-Этьен Бордо МонпельеЧемпионат мира по футболу 1998, Франция |
|                                | Сен-Дени Марсель Париж Ланс Лион Нант Тулуза Сент-Этьен Бордо МонпельеЧемпионат мира по футболу 1998, Франция | Сен-Дени Марсель Париж Ланс Лион Нант Тулуза Сент-Этьен Бордо МонпельеЧемпионат мира по футболу 1998, Франция | Сен-Дени Марсель Париж Ланс Лион Нант Тулуза Сент-Этьен Бордо МонпельеЧемпионат мира по футболу 1998, Франция |
| Нант                           | Сен-Дени Марсель Париж Ланс Лион Нант Тулуза Сент-Этьен Бордо МонпельеЧемпионат мира по футболу 1998, Франция | Сен-Дени Марсель Париж Ланс Лион Нант Тулуза Сент-Этьен Бордо МонпельеЧемпионат мира по футболу 1998, Франция | Сен-Дени Марсель Париж Ланс Лион Нант Тулуза Сент-Этьен Бордо МонпельеЧемпионат мира по футболу 1998, Франция |
| Божуар                         | Сен-Дени Марсель Париж Ланс Лион Нант Тулуза Сент-Этьен Бордо МонпельеЧемпионат мира по футболу 1998, Франция | Сен-Дени Марсель Париж Ланс Лион Нант Тулуза Сент-Этьен Бордо МонпельеЧемпионат мира по футболу 1998, Франция | Сен-Дени Марсель Париж Ланс Лион Нант Тулуза Сент-Этьен Бордо МонпельеЧемпионат мира по футболу 1998, Франция |
| 47°15′20″ с. ш. 1°31′31″ з. д. | Сен-Дени Марсель Париж Ланс Лион Нант Тулуза Сент-Этьен Бордо МонпельеЧемпионат мира по футболу 1998, Франция | Сен-Дени Марсель Париж Ланс Лион Нант Тулуза Сент-Этьен Бордо МонпельеЧемпионат мира по футболу 1998, Франция | Сен-Дени Марсель Париж Ланс Лион Нант Тулуза Сент-Этьен Бордо МонпельеЧемпионат мира по футболу 1998, Франция |
| Вместимость: 39 500            | Сен-Дени Марсель Париж Ланс Лион Нант Тулуза Сент-Этьен Бордо МонпельеЧемпионат мира по футболу 1998, Франция | Сен-Дени Марсель Париж Ланс Лион Нант Тулуза Сент-Этьен Бордо МонпельеЧемпионат мира по футболу 1998, Франция | Сен-Дени Марсель Париж Ланс Лион Нант Тулуза Сент-Этьен Бордо МонпельеЧемпионат мира по футболу 1998, Франция |
|                                | Сен-Дени Марсель Париж Ланс Лион Нант Тулуза Сент-Этьен Бордо МонпельеЧемпионат мира по футболу 1998, Франция | Сен-Дени Марсель Париж Ланс Лион Нант Тулуза Сент-Этьен Бордо МонпельеЧемпионат мира по футболу 1998, Франция | Сен-Дени Марсель Париж Ланс Лион Нант Тулуза Сент-Этьен Бордо МонпельеЧемпионат мира по футболу 1998, Франция |
| Тулуза                         | Сент-Этьен | Бордо | Монпелье |
| Стадион Тулузы                 | Жоффруа Гишар                                                                                                 | Парк Лескюр                                                                                                   | Ля Моссон |
| 43°34′59″ с. ш. 1°26′02″ в. д. | 45°27′38″ с. ш. 4°23′24″ в. д.                                                                                | 44°49′45″ с. ш. 0°35′52″ з. д.                                                                                | 43°37′19″ с. ш. 3°48′43″ в. д.                                                                                |
| Вместимость: 37 000            | Вместимость: 36 000                                                                                           | Вместимость: 35 200                                                                                           | Вместимость: 34 000                                                                                           |
|                                | | | |

## Инновации

### Новые технологии
Впервые на чемпионате мира 1998 года резервные арбитры начали использовать электронные табло вместо карточек, чтобы оповещать о заменах и компенсированном времени.

### Изменения в правилах
На чемпионате мира 1998 года ввели следующие правила:
- правило «золотого гола» в случае ничьей в основное время матча плей-офф[17];
- запрет подкатов сзади как опасной игры[18];
- разрешение трёх замен за матч[19].

## Жеребьёвка
4 декабря 1997 года прошла жеребьёвка финальной части чемпионата мира, которая началась в 19:00 по парижскому времени на марсельском стадионе «Велодром». Ведущими церемонии были Карол Руссо и Роже Забель. Режиссёром церемонии был Рей Грасси, жеребьёвку в прямом эфире показал телеканал TF1. Перед жеребьёвкой на стадионе был проведён товарищеский матч между сборными Европы и остального мира. В командах было по одному футболисту из 32 сборных, пробившихся в финальную часть чемпионата. Матч завершился победой сборной мира со счётом 5:2, дубль сделал Роналдо.
В самой жеребьёвке участвовали тренер бразильской сборной Карлос Алберто Паррейра (привёл её к победе на чемпионате мира в 1994 году) и известные игроки: Франц Беккенбауэр (чемпион мира в составе сборной Германии как игрок в 1974 году и как тренер в 1990 году), Джули Фауди (чемпионка мира в составе сборной США в 1991 году), Жорж Карню (дважды признавался футболистом года во Франции), Джордж Веа (обладатель Золотого мяча и игрок года ФИФА в 1995 году), Жан-Пьер Папен (обладатель Золотого мяча в 1991 году), Раймон Копа (обладатель Золотого мяча в 1958 году) и Мариус Трезор (лучший футболист 1972 года во Франции).

## Судьи
34 судьи и 33 ассистента были назначены на матчи чемпионата мира. В связи с расширением числа участников, увеличилось и число судей.

| АФК - Али Буджсаим - Абдул Рахман аль-Заид - Пиром Ун-Прасерт - Масаёси Окада КАФ - Гамаль Аль-Гандур - Ан-Ян Лим Ки Чон - Саид Белькола - Люсьен Бушардо - Иан Маклеод | КОНКАКАФ - Артуро Брисио Картер - Эсфандиар Бахармаст - Рамеш Рамдан КОНМЕБОЛ - Хавьер Кастрильи - Марсиу Резенди ди Фрейтас - Джон Торо Рендон - Эпифанио Гонсалес - Альберто Техада - Марио Санчес Янтен ОФК - Эдди Ленни | УЕФА - Гюнтер Бенкё - Пол Даркин - Ласло Вагнер - Бернд Хайнеман - Ким Милтон Нильсен - Хосе Мария Гарсия-Аранда - Пьерлуиджи Коллина - Марио ван дер Энде - Руне Педерсен - Рышард Вуйцик - Витор Мелу Перейра - Николай Левников - Марк Батта - Урс Майер - Хью Даллас |

## Составы
Каждая сборная вносила в заявку 22 игрока: оглашение заявок на турнир должно было состояться не раньше 1 июня 1998 года. Из 704 игроков-участников чемпионата мира 447 выступали за клубы Европы, 90 — за клубы Азии, 67 — за клубы Южной Америки, 61 — за клубы Северной и Центральной Америки, 37 — за клубы из Африки. Наибольшее число представителей одного чемпионата делегировала Англия (75 игроков), на втором месте были Италия и Испания (по 70 игроков). Наиболее представительным клубом оказалась «Барселона», от которой 13 игроков поехали на чемпионат мира.
Средний возраст игроков команд составил 27 лет и 8 месяцев, что было на 5 месяцев больше, чем на минувшем чемпионате мира. Самым юным игроком стал Самюэль Это’о из сборной Камеруна, которому было 17 лет и 3 месяца на момент начала турнира. Самым возрастным — Джим Лейтон из сборной Шотландии, которому исполнилось 39 лет и 11 месяцев.

## Групповой этап

### Группа A
| Поз | Команда   | И | В | Н | П | МЗ | МП | РМ | О | Квалификация     |
| --- | --------- | - | - | - | - | -- | -- | -- | - | ---------------- |
| 1   | Бразилия  | 3 | 2 | 0 | 1 | 6  | 3  | +3 | 6 | Выход в плей-офф |
| 2   | Норвегия  | 3 | 1 | 2 | 0 | 5  | 4  | +1 | 5 | Выход в плей-офф |
| 3   | Марокко   | 3 | 1 | 1 | 1 | 5  | 5  | 0  | 4 |                  |
| 4   | Шотландия | 3 | 0 | 1 | 2 | 2  | 6  | −4 | 1 |                  |

| Бразилия                       | 2:1     | Шотландия          |
| ------------------------------ | ------- | ------------------ |
| - Сампайо 5′ - Бойд 74′ (авт.) | (отчёт) | Коллинз 38′ (пен.) |

| Марокко                 | 2:2     | Норвегия                         |
| ----------------------- | ------- | -------------------------------- |
| - Хаджи 37′ - Хадда 60′ | (отчёт) | - Шиппо 45+1′ (авт.) - Эгген 61′ |

| Шотландия | 1:1     | Норвегия   |
| --------- | ------- | ---------- |
| Берли 66′ | (отчёт) | Х. Флу 46′ |

| Бразилия                                  | 3:0     | Марокко |
| ----------------------------------------- | ------- | ------- |
| - Роналдо 9′ - Ривалдо 45+2′ - Бебето 50′ | (отчёт) |         |

| Бразилия   | 1:2     | Норвегия                             |
| ---------- | ------- | ------------------------------------ |
| Бебето 78′ | (отчёт) | - Т. А. Фло 83′ - Рекдаль 89′ (пен.) |

| Шотландия | 0:3     | Марокко                      |
| --------- | ------- | ---------------------------- |
|           | (отчёт) | - Бассир 23′ 85′ - Хадда 46′ |

### Группа B
| Поз | Команда | И | В | Н | П | МЗ | МП | РМ | О | Квалификация     |
| --- | ------- | - | - | - | - | -- | -- | -- | - | ---------------- |
| 1   | Италия  | 3 | 2 | 1 | 0 | 7  | 3  | +4 | 7 | Выход в плей-офф |
| 2   | Чили    | 3 | 0 | 3 | 0 | 4  | 4  | 0  | 3 | Выход в плей-офф |
| 3   | Австрия | 3 | 0 | 2 | 1 | 3  | 4  | −1 | 2 |                  |
| 4   | Камерун | 3 | 0 | 2 | 1 | 2  | 5  | −3 | 2 |                  |

| Италия                            | 2:2     | Чили            |
| --------------------------------- | ------- | --------------- |
| - Вьери 11′ - Р. Баджо 84′ (пен.) | (отчёт) | Салас 45+3′ 48′ |

| Камерун    | 1:1     | Австрия        |
| ---------- | ------- | -------------- |
| Нжанка 77′ | (отчёт) | Польстер 90+1′ |

| Чили      | 1:1     | Австрия      |
| --------- | ------- | ------------ |
| Салас 70′ | (отчёт) | Вастич 90+2′ |

| Италия                         | 3:0     | Камерун |
| ------------------------------ | ------- | ------- |
| - Ди Бьяджо 7′ - Вьери 75′ 89′ | (отчёт) |         |

| Италия                     | 2:1     | Австрия             |
| -------------------------- | ------- | ------------------- |
| - Вьери 48′ - Р. Баджо 90′ | (отчёт) | Херцог 90+2′ (пен.) |

| Чили       | 1:1     | Камерун   |
| ---------- | ------- | --------- |
| Сьерра 20′ | (отчёт) | Мбома 56′ |

### Группа C
| Поз | Команда           | И | В | Н | П | МЗ | МП | РМ | О | Квалификация     |
| --- | ----------------- | - | - | - | - | -- | -- | -- | - | ---------------- |
| 1   | Франция (Х)       | 3 | 3 | 0 | 0 | 9  | 1  | +8 | 9 | Выход в плей-офф |
| 2   | Дания             | 3 | 1 | 1 | 1 | 3  | 3  | 0  | 4 | Выход в плей-офф |
| 3   | ЮАР               | 3 | 0 | 2 | 1 | 3  | 6  | −3 | 2 |                  |
| 4   | Саудовская Аравия | 3 | 0 | 1 | 2 | 2  | 7  | −5 | 1 |                  |

| Саудовская Аравия | 0:1     | Дания     |
| ----------------- | ------- | --------- |
|                   | (отчёт) | Рипер 69′ |

| Франция                                      | 3:0     | ЮАР |
| -------------------------------------------- | ------- | --- |
| - Дюгарри 36′ - Исса 77′ (авт.) - Анри 90+2′ | (отчёт) |     |

| ЮАР          | 1:1     | Дания       |
| ------------ | ------- | ----------- |
| Маккарти 51′ | (отчёт) | Нильсен 12′ |

| Франция                                     | 4:0     | Саудовская Аравия |
| ------------------------------------------- | ------- | ----------------- |
| - Анри 37′ 78′ - Трезеге 68′ - Лизаразю 85′ | (отчёт) |                   |

| Франция                           | 2:1     | Дания                 |
| --------------------------------- | ------- | --------------------- |
| - Джоркаефф 12′ (пен.) - Пети 56′ | (отчёт) | М. Лаудруп 42′ (пен.) |

| ЮАР                       | 2:2     | Саудовская Аравия                                |
| ------------------------- | ------- | ------------------------------------------------ |
| Бартлетт 18′ 90+3′ (пен.) | (отчёт) | - Аль-Джабир 45+2′ (пен.) - Ас-Сунаян 74′ (пен.) |

### Группа D
| Поз | Команда  | И | В | Н | П | МЗ | МП | РМ | О | Квалификация     |
| --- | -------- | - | - | - | - | -- | -- | -- | - | ---------------- |
| 1   | Нигерия  | 3 | 2 | 0 | 1 | 5  | 5  | 0  | 6 | Выход в плей-офф |
| 2   | Парагвай | 3 | 1 | 2 | 0 | 3  | 1  | +2 | 5 | Выход в плей-офф |
| 3   | Испания  | 3 | 1 | 1 | 1 | 8  | 4  | +4 | 4 |                  |
| 4   | Болгария | 3 | 0 | 1 | 2 | 1  | 7  | −6 | 1 |                  |

| Парагвай | 0:0     | Болгария |
| -------- | ------- | -------- |
|          | (отчёт) |          |

| Испания                 | 2:3     | Нигерия                                             |
| ----------------------- | ------- | --------------------------------------------------- |
| - Йерро 21′ - Рауль 47′ | (отчёт) | - Адеподжу 24′ - Субисаррета 73′ (авт.) - Олисе 78′ |

| Нигерия    | 1:0     | Болгария |
| ---------- | ------- | -------- |
| Икпеба 28′ | (отчёт) |          |

| Испания | 0:0     | Парагвай |
| ------- | ------- | -------- |
|         | (отчёт) |          |

| Нигерия   | 1:3     | Парагвай                               |
| --------- | ------- | -------------------------------------- |
| Орума 11′ | (отчёт) | - Айяла 1′ - Бенитес 58′ - Кардосо 86′ |

| Испания                                                                                 | 6:1     | Болгария       |
| --------------------------------------------------------------------------------------- | ------- | -------------- |
| - Йерро 6′ (пен.) - Луис Энрике 18′ - Морьентес 55′ 81′ - Бачев 88′ (авт.) - Кико 90+4′ | (отчёт) | Костадинов 58′ |

### Группа E
| Поз | Команда          | И | В | Н | П | МЗ | МП | РМ | О | Квалификация     |
| --- | ---------------- | - | - | - | - | -- | -- | -- | - | ---------------- |
| 1   | Нидерланды       | 3 | 1 | 2 | 0 | 7  | 2  | +5 | 5 | Выход в плей-офф |
| 2   | Мексика          | 3 | 1 | 2 | 0 | 7  | 5  | +2 | 5 | Выход в плей-офф |
| 3   | Бельгия          | 3 | 0 | 3 | 0 | 3  | 3  | 0  | 3 |                  |
| 4   | Республика Корея | 3 | 0 | 1 | 2 | 2  | 9  | −7 | 1 |                  |

| Республика Корея | 1:3     | Мексика                         |
| ---------------- | ------- | ------------------------------- |
| Ха Сок Чу 27′    | (отчёт) | - Пелаэс 50′ - Эрнандес 75′ 84′ |

| Нидерланды | 0:0     | Бельгия |
| ---------- | ------- | ------- |
|            | (отчёт) |         |

| Бельгия          | 2:2     | Мексика                               |
| ---------------- | ------- | ------------------------------------- |
| Вильмотс 42′ 47′ | (отчёт) | - Гарсия Аспе 55′ (пен.) - Бланко 62′ |

| Нидерланды                                                                 | 5:0     | Республика Корея |
| -------------------------------------------------------------------------- | ------- | ---------------- |
| - Коку 37′ - Овермарс 41′ - Бергкамп 71′ - ван Хойдонк 80′ - Р. де Бур 83′ | (отчёт) |                  |

| Нидерланды                | 2:2     | Мексика                       |
| ------------------------- | ------- | ----------------------------- |
| - Коку 4′ - Р. де Бур 18′ | (отчёт) | - Пелаэс 75′ - Эрнандес 90+4′ |

| Бельгия  | 1:1     | Республика Корея |
| -------- | ------- | ---------------- |
| Нилис 7′ | (отчёт) | Ю Сан Чхоль 72′  |

### Группа F
| Поз | Команда                      | И | В | Н | П | МЗ | МП | РМ | О | Квалификация     |
| --- | ---------------------------- | - | - | - | - | -- | -- | -- | - | ---------------- |
| 1   | Германия                     | 3 | 2 | 1 | 0 | 6  | 2  | +4 | 7 | Выход в плей-офф |
| 2   | Союзная Республика Югославия | 3 | 2 | 1 | 0 | 4  | 2  | +2 | 7 | Выход в плей-офф |
| 3   | Иран                         | 3 | 1 | 0 | 2 | 2  | 4  | −2 | 3 |                  |
| 4   | США                          | 3 | 0 | 0 | 3 | 1  | 5  | −4 | 0 |                  |

| Союзная Республика Югославия | 1:0     | Иран |
| ---------------------------- | ------- | ---- |
| Михайлович 73′               | (отчёт) |      |

| Германия                     | 2:0     | США |
| ---------------------------- | ------- | --- |
| - Мёллер 10′ - Клинсманн 67′ | (отчёт) |     |

| Германия                              | 2:2     | Союзная Республика Югославия   |
| ------------------------------------- | ------- | ------------------------------ |
| - Михайлович 72′ (авт.) - Бирхофф 78′ | (отчёт) | - Миятович 13′ - Стойкович 52′ |

| США          | 1:2     | Иран                          |
| ------------ | ------- | ----------------------------- |
| Макбрайд 87′ | (отчёт) | - Эстили 41′ - Махдавикия 83′ |

| США | 0:1     | Союзная Республика Югославия |
| --- | ------- | ---------------------------- |
|     | (отчёт) | Комленович 3′                |

| Германия                      | 2:0     | Иран |
| ----------------------------- | ------- | ---- |
| - Бирхофф 50′ - Клинсманн 57′ | (отчёт) |      |

### Группа G
| Поз | Команда  | И | В | Н | П | МЗ | МП | РМ | О | Квалификация     |
| --- | -------- | - | - | - | - | -- | -- | -- | - | ---------------- |
| 1   | Румыния  | 3 | 2 | 1 | 0 | 4  | 2  | +2 | 7 | Выход в плей-офф |
| 2   | Англия   | 3 | 2 | 0 | 1 | 5  | 2  | +3 | 6 | Выход в плей-офф |
| 3   | Колумбия | 3 | 1 | 0 | 2 | 1  | 3  | −2 | 3 |                  |
| 4   | Тунис    | 3 | 0 | 1 | 2 | 1  | 4  | −3 | 1 |                  |

| Англия                   | 2:0     | Тунис |
| ------------------------ | ------- | ----- |
| - Ширер 42′ - Скоулз 89′ | (отчёт) |       |

| Румыния    | 1:0     | Колумбия |
| ---------- | ------- | -------- |
| Илие 45+1′ | (отчёт) |          |

| Колумбия     | 1:0     | Тунис |
| ------------ | ------- | ----- |
| Пресьядо 82′ | (отчёт) |       |

| Румыния                       | 2:1     | Англия   |
| ----------------------------- | ------- | -------- |
| - Молдован 46′ - Петреску 90′ | (отчёт) | Оуэн 81′ |

| Колумбия | 0:2     | Англия                      |
| -------- | ------- | --------------------------- |
|          | (отчёт) | - Андертон 20′ - Бекхэм 29′ |

| Румыния      | 1:1     | Тунис            |
| ------------ | ------- | ---------------- |
| Молдован 71′ | (отчёт) | Суайя 12′ (пен.) |

### Группа H
| Поз | Команда   | И | В | Н | П | МЗ | МП | РМ | О | Квалификация     |
| --- | --------- | - | - | - | - | -- | -- | -- | - | ---------------- |
| 1   | Аргентина | 3 | 3 | 0 | 0 | 7  | 0  | +7 | 9 | Выход в плей-офф |
| 2   | Хорватия  | 3 | 2 | 0 | 1 | 4  | 2  | +2 | 6 | Выход в плей-офф |
| 3   | Ямайка    | 3 | 1 | 0 | 2 | 3  | 9  | −6 | 3 |                  |
| 4   | Япония    | 3 | 0 | 0 | 3 | 1  | 4  | −3 | 0 |                  |

| Аргентина     | 1:0     | Япония |
| ------------- | ------- | ------ |
| Батистута 28′ | (отчёт) |        |

| Ямайка  | 1:3     | Хорватия                                  |
| ------- | ------- | ----------------------------------------- |
| Эрл 45′ | (отчёт) | - Станич 27′ - Просинечки 53′ - Шукер 69′ |

| Япония | 0:1     | Хорватия  |
| ------ | ------- | --------- |
|        | (отчёт) | Шукер 77′ |

| Аргентина                                       | 5:0     | Ямайка |
| ----------------------------------------------- | ------- | ------ |
| - Ортега 31′ 55′ - Батистута 73′ 78′ 83′ (пен.) | (отчёт) |        |

| Аргентина  | 1:0     | Хорватия |
| ---------- | ------- | -------- |
| Пинеда 36′ | (отчёт) |          |

| Япония      | 1:2     | Ямайка         |
| ----------- | ------- | -------------- |
| Накаяма 74′ | (отчёт) | Уитмор 39′ 54′ |

## Плей-офф
Согласно регламенту, если в стадии плей-офф основное время завершалось вничью, назначалось дополнительное время (два тайма по 15 минут, где действовало правило золотого гола). Если и после этого победителя выявить не удалось, проводились послематчевые пенальти.

### Сетка турнира
|  | 1/8 финала           | 1/8 финала        |                    |       | Четвертьфиналы       | Четвертьфиналы       |                 |                 | Полуфиналы | Полуфиналы |  |  | Финал | Финал |
|  |                      |                   |                    |       |                      |                      |                 |                 |            |            |  |  |       |       |
|  | 27 июня — Париж      |                   |                    |       |                      |                      |                 |                 |            |            |  |  |       |       |
|  |                      |                   |                    |       |                      |                      |                 |                 |            |            |  |  |       |       |
|  | Бразилия             | 4                 |                    |       |                      |                      |                 |                 |            |            |  |  |       |       |
|  | Бразилия             | 4                 | 3 июля — Нант      |       |                      |                      |                 |                 |            |            |  |  |       |       |
|  | Чили                 | 1                 |                    |       |                      |                      |                 |                 |            |            |  |  |       |       |
|  | Чили                 | 1                 | Бразилия           | 3     |                      |                      |                 |                 |            |            |  |  |       |       |
|  | 28 июня — Сен-Дени   |                   | Бразилия           | 3     |                      |                      |                 |                 |            |            |  |  |       |       |
|  |                      | Дания             | 2                  |       |                      |                      |                 |                 |            |            |  |  |       |       |
|  | Нигерия              | Дания             | 2                  | 1     |                      |                      |                 |                 |            |            |  |  |       |       |
|  | Нигерия              |                   | 7 июля — Марсель   | 1     |                      |                      |                 |                 |            |            |  |  |       |       |
|  | Дания                | 4                 |                    |       |                      |                      |                 |                 |            |            |  |  |       |       |
|  | Дания                | 4                 | Бразилия (пен.)    | 1 (4) |                      |                      |                 |                 |            |            |  |  |       |       |
|  | 29 июня — Тулуза     |                   | Бразилия (пен.)    | 1 (4) |                      |                      |                 |                 |            |            |  |  |       |       |
|  |                      | Нидерланды        | 1 (2)              |       |                      |                      |                 |                 |            |            |  |  |       |       |
|  | Нидерланды           | Нидерланды        | 1 (2)              | 2     |                      |                      |                 |                 |            |            |  |  |       |       |
|  | Нидерланды           | 4 июля — Марсель  |                    | 2     |                      |                      |                 |                 |            |            |  |  |       |       |
|  | СР Югославия         | 1                 |                    |       |                      |                      |                 |                 |            |            |  |  |       |       |
|  | СР Югославия         | 1                 | Нидерланды         | 2     |                      |                      |                 |                 |            |            |  |  |       |       |
|  | 30 июня — Сент-Этьен |                   | Нидерланды         | 2     |                      |                      |                 |                 |            |            |  |  |       |       |
|  |                      | Аргентина         | 1                  |       |                      |                      |                 |                 |            |            |  |  |       |       |
|  | Аргентина (пен.)     | Аргентина         | 1                  | 2 (4) |                      |                      |                 |                 |            |            |  |  |       |       |
|  | Аргентина (пен.)     |                   | 12 июля — Сен-Дени | 2 (4) |                      |                      |                 |                 |            |            |  |  |       |       |
|  | Англия               | 2 (3)             |                    |       |                      |                      |                 |                 |            |            |  |  |       |       |
|  | Англия               | 2 (3)             | Бразилия           | 0     |                      |                      |                 |                 |            |            |  |  |       |       |
|  | 27 июня — Марсель    |                   | Бразилия           | 0     |                      |                      |                 |                 |            |            |  |  |       |       |
|  |                      | Франция           | 3                  |       |                      |                      |                 |                 |            |            |  |  |       |       |
|  | Италия               | Франция           | 3                  | 1     |                      |                      |                 |                 |            |            |  |  |       |       |
|  | Италия               | 3 июля — Сен-Дени |                    | 1     |                      |                      |                 |                 |            |            |  |  |       |       |
|  | Норвегия             | 0                 |                    |       |                      |                      |                 |                 |            |            |  |  |       |       |
|  | Норвегия             | 0                 | Италия             | 0 (3) |                      |                      |                 |                 |            |            |  |  |       |       |
|  | 28 июня — Ланс       |                   | Италия             | 0 (3) |                      |                      |                 |                 |            |            |  |  |       |       |
|  |                      | Франция (пен.)    | 0 (4)              |       |                      |                      |                 |                 |            |            |  |  |       |       |
|  | Франция              | Франция (пен.)    | 0 (4)              | 1     |                      |                      |                 |                 |            |            |  |  |       |       |
|  | Франция              |                   | 8 июля — Сен-Дени  | 1     |                      |                      |                 |                 |            |            |  |  |       |       |
|  | Парагвай             | 0                 |                    |       |                      |                      |                 |                 |            |            |  |  |       |       |
|  | Парагвай             | 0                 | Франция            | 2     |                      |                      |                 |                 |            |            |  |  |       |       |
|  | 29 июня — Монпелье   |                   | Франция            | 2     |                      |                      |                 |                 |            |            |  |  |       |       |
|  |                      | Хорватия          | 1                  |       | Матч за третье место | Матч за третье место |                 |                 |            |            |  |  |       |       |
|  | Германия             | Хорватия          | 1                  | 2     | Матч за третье место | Матч за третье место |                 |                 |            |            |  |  |       |       |
|  | Германия             | 4 июля — Лион     | 4 июля — Лион      | 2     |                      |                      | 11 июля — Париж | 11 июля — Париж |            |            |  |  |       |       |
|  | Мексика              | 4 июля — Лион     | 4 июля — Лион      | 1     |                      |                      | 11 июля — Париж | 11 июля — Париж |            |            |  |  |       |       |
|  | Мексика              | Германия          | 0                  | 1     | Нидерланды           | 1                    |                 |                 |            |            |  |  |       |       |
|  | 30 июня — Бордо      | Германия          | 0                  |       | Нидерланды           | 1                    |                 |                 |            |            |  |  |       |       |
|  |                      | Хорватия          | 3                  |       | Хорватия             | 2                    |                 |                 |            |            |  |  |       |       |
|  | Румыния              | Хорватия          | 3                  | 0     | Хорватия             | 2                    |                 |                 |            |            |  |  |       |       |
|  | Румыния              |                   |                    | 0     |                      |                      |                 |                 |            |            |  |  |       |       |
|  | Хорватия             | 1                 |                    |       |                      |                      |                 |                 |            |            |  |  |       |       |
|  | Хорватия             | 1                 |                    |       |                      |                      |                 |                 |            |            |  |  |       |       |

### 1/8 финала
| Италия    | 1:0     | Норвегия |
| --------- | ------- | -------- |
| Вьери 18′ | (отчёт) |          |

| Бразилия                                           | 4:1     | Чили      |
| -------------------------------------------------- | ------- | --------- |
| - Сезар Сампайо 11′ 26′ - Роналдо 45+3′ 72′ (пен.) | (отчёт) | Салас 70′ |

| Франция   | 1:0 (доп. вр.) | Парагвай |
| --------- | -------------- | -------- |
| Блан 114' | (отчёт)        |          |

| Нигерия       | 1:4     | Дания                                                 |
| ------------- | ------- | ----------------------------------------------------- |
| Бабангида 77′ | (отчёт) | - Мёллер 3′ - Б. Лаудруп 12′ - Санд 58′ - Хельвег 76′ |

| Германия                      | 2:1     | Мексика      |
| ----------------------------- | ------- | ------------ |
| - Клинсманн 74′ - Бирхофф 86′ | (отчёт) | Эрнандес 47′ |

| Нидерланды                    | 2:1     | Союзная Республика Югославия |
| ----------------------------- | ------- | ---------------------------- |
| - Бергкамп 38′ - Давидс 90+2′ | (отчёт) | Комленович 48′               |

| Румыния | 0:1     | Хорватия           |
| ------- | ------- | ------------------ |
|         | (отчёт) | Шукер 45+2′ (пен.) |

| Аргентина                                   | 2:2 (доп. вр.) | Англия                                |
| ------------------------------------------- | -------------- | ------------------------------------- |
| - Батистута 5′ (пен.) - Санетти 45+1′       | (отчёт)        | - Ширер 9′ (пен.) - Оуэн 16′          |
| Пенальти                                    |                |                                       |
| - Берти - Креспо - Верон - Гальярдо - Айяла | 4:3            | - Ширер - Инс - Мерсон - Оуэн - Бэтти |

### Четвертьфиналы
| Италия                                                   | 0:0 (доп. вр.) | Франция                                    |
| -------------------------------------------------------- | -------------- | ------------------------------------------ |
|                                                          | (отчёт)        |                                            |
| Пенальти                                                 |                |                                            |
| - Р. Баджо - Альбертини - Костакурта - Вьери - Ди Бьяджо | 3:4            | - Зидан - Лизаразю - Трезеге - Анри - Блан |

| Бразилия                       | 3:2     | Дания                           |
| ------------------------------ | ------- | ------------------------------- |
| - Бебето 10′ - Ривалдо 25′ 59′ | (отчёт) | - Йоргенсен 2′ - Б. Лаудруп 50′ |

| Нидерланды                    | 2:1     | Аргентина |
| ----------------------------- | ------- | --------- |
| - Клюйверт 12′ - Бергкамп 90′ | (отчёт) | Лопес 17′ |

| Германия | 0:3     | Хорватия                               |
| -------- | ------- | -------------------------------------- |
|          | (отчёт) | - Ярни 45+3′ - Влаович 80′ - Шукер 85′ |

### Полуфиналы
| Бразилия                              | 1:1 (доп. вр.) | Нидерланды                                |
| ------------------------------------- | -------------- | ----------------------------------------- |
| Роналдо 46′                           | (отчёт)        | Клюйверт 87′                              |
| Пенальти                              |                |                                           |
| - Роналдо - Ривалдо - Эмерсон - Дунга | 4:2            | - Ф. де Бур - Бергкамп - Коку - Р. де Бур |

| Франция       | 2:1     | Хорватия  |
| ------------- | ------- | --------- |
| Тюрам 47′ 70′ | (отчёт) | Шукер 46′ |

### Матч за третье место
| Нидерланды | 1:2     | Хорватия                     |
| ---------- | ------- | ---------------------------- |
| Зенден 22′ | (отчёт) | - Просинечки 14′ - Шукер 36′ |

### Финал
| Бразилия | 0:3     | Франция                        |
| -------- | ------- | ------------------------------ |
|          | (отчёт) | - Зидан 27′ 45+1′ - Пети 90+3′ |

## Чемпион
| Чемпион мира по футболу 1998 |
| Франция Первый титул         |

## Бомбардиры
6 голов
- Давор Шукер (1 пен.)

5 голов
| - Габриэль Батистута (2 пен.) | - Кристиан Вьери |  |  |

4 гола
| - Роналдо (1 пен.) | - Луис Эрнандес | - Марсело Салас |  |

3 гола
| - Бебето - Ривалдо | - Сезар Сампайо - Оливер Бирхофф | - Юрген Клинсман - Деннис Бергкамп | - Тьерри Анри |

2 гола
| - Майкл Оуэн - Алан Ширер (1 пен.) - Ариэль Ортега - Марк Вильмотс - Бриан Лаудруп - Фернандо Йерро (1 пен.) | - Фернандо Морьентес - Роберто Баджо (1 пен.) - Салахеддин Бассир - Абдельжалиль Хадда - Рикардо Пелаэс - Рональд де Бур | - Патрик Клюйверт - Филлип Коку - Виорел Молдован - Зинедин Зидан - Эмманюэль Пети | - Лилиан Тюрам - Роберт Просинечки - Шон Бартлетт (1 пен.) - Слободан Комленович - Теодор Уитмор |  |

1 гол
| - Ивица Вастич - Тони Польстер - Андреас Херцог (пен.) - Даррен Андертон - Дэвид Бекхэм - Пол Скоулз - Клаудио Лопес - Маурисио Пинеда - Хавьер Санетти - Люк Нилис - Эмил Костадинов - Андреас Мёллер - Мартин Йоргенсен - Микаэль Лаудруп (пен.) - Петер Мёллер - Аллан Нильсен - Марк Рипер - Эббе Санд | - Томас Хельвег - Мехди Махдавикия - Хамид Эстили - Рауль Гонсалес - Кико - Луис Энрике - Луиджи Ди Бьяджо - Патрик Мбома - Пьер Нжанка - Лейдер Пресьядо - Мустафа Хаджи - Куаутемок Бланко - Альберто Гарсия Аспе (пен.) - Мутиу Адеподжу - Тиджани Бабангида - Виктор Икпеба - Сандей Олисе - Уилсон Орума | - Пьер ван Хойдонк - Эдгар Давидс - Будевейн Зенден - Марк Овермарс - Хьетиль Рекдаль (пен.) - Туре Андре Флу - Ховард Флу - Дан Эгген - Сельсо Айяла - Мигель Анхель Бенитес - Хосе Кардосо - Ха Сок Чу - Ю Сан Чхоль - Адриан Илие - Дан Петреску - Сами Аль-Джабир (пен.) - Юсуф ас-Сунаян (пен.) - Брайан Макбрайд | - Скандер Суайя (пен.) - Лоран Блан - Юрий Джоркаефф (пен.) - Кристоф Дюгарри - Биксант Лизаразю - Давид Трезеге - Горан Влаович - Марио Станич - Роберт Ярни - Хосе Луис Сьерра - Крейг Берли - Джон Коллинз (пен.) - Синиша Михайлович - Предраг Миятович - Драган Стойкович - Бенни Маккарти - Масаси Накаяма - Робби Эрл |

Автоголы
- Георгий Бачев (в матче против Испании)
- Андони Субисаррета (в матче против Нигерии)
- Юссеф Шиппо (в матче против Норвегии)
- Том Бойд (в матче против Бразилии)
- Пьер Исса (в матче против Франции)
- Синиша Михайлович (в матче против Германии)

## Награды
По итогам чемпионата мира были вручены следующие награды:
- Лучшему игроку чемпионата:
  - Золотой мяч:  Роналдо
  - Серебряный мяч:  Давор Шукер
  - Бронзовый мяч:  Лилиан Тюрам
- Лучшему бомбардиру чемпионата:
  - Золотая бутса:  Давор Шукер
  - Серебряная бутса:  Габриэль Батистута и  Кристиан Вьери
- Приз имени Льва Яшина лучшему вратарю чемпионата:  Фабьен Бартез
- Лучший молодой игрок:  Майкл Оуэн
- Награда фейр-плей:  Англия и  Франция

## Символическая сборная
В символическую сборную чемпионата мира 1998 года вошло 16 игроков, выбранных специальным комитетом ФИФА.
- Вратари:

- -  Фабьен Бартез
  -  Хосе Луис Чилаверт
- Защитники
  -  Роберто Карлос
  -  Марсель Десайи
  -  Лилиан Тюрам
  -  Франк де Бур
  -  Карлос Гамарра
- Полузащитники
  -  Дунга
  -  Ривалдо
  -  Микаэль Лаудруп
  -  Зинедин Зидан
  -  Эдгар Давидс
- Нападающие
  -  Роналдо
  -  Давор Шукер
  -  Бриан Лаудруп
  -  Деннис Бергкамп

## Рекорды чемпионата мира
- Этот чемпионат мира стал самым результативным за всю историю проведения чемпионатов — за время соревнований был забит 171 гол. Рекорд был повторён в 2014 году в Бразилии[26].
- Забив гол в свои ворота в матче со сборной Бразилии, шотландец Том Бойд стал первым футболистом, забившим гол в свои ворота в матче открытия. Это же достижение также повторилось в 2014 году — бразилец Марсело забил автогол в матче-открытии чемпионата мира Бразилия — Хорватия[27].
- Забив гол в ворота сборной Ямайки, хорват Роберт Просинечки стал первым и пока единственным футболистом, когда-либо забивавшим голы на чемпионатах мира за две разные сборные. До этого в 1990 году он забил гол в ворота сборной ОАЭ, играя за Югославию[28].
- Нападающий сборной Дании Эббе Санд отличился в матче против сборной Нигерии уже через 16 секунд после выхода на замену, что стало рекордом чемпионатов мира[28].
- В восьмой раз подряд сборная Шотландии провалилась на групповом этапе, не выйдя в плей-офф раунд, что является антирекордом чемпионатов мира.

## Талисман
Официальным талисманом чемпионата мира был петух Футикс, представленный в мае 1996 года. Он был создан графическим дизайнером Фабрисом Пьяло и выбран из списка, включавшего пять маскотов. Исследования, связанные с выбором данного животного в качестве талисмана, показали широкую поддержку данного решения: 91 % респондентов сразу связали талисман с Францией, где петух является традиционным символом нации. Название было выбрано французскими телезрителями, оно является производным от слова «футбол» и заканчивается на «-ix» по аналогии с известным персонажем французских комиксов Астериксом. Расцветка талисмана отражает цвета французского флага: синий комбинезон, красный гребень и надпись «France 98», окрашенная в белый цвет.

## Официальный мяч

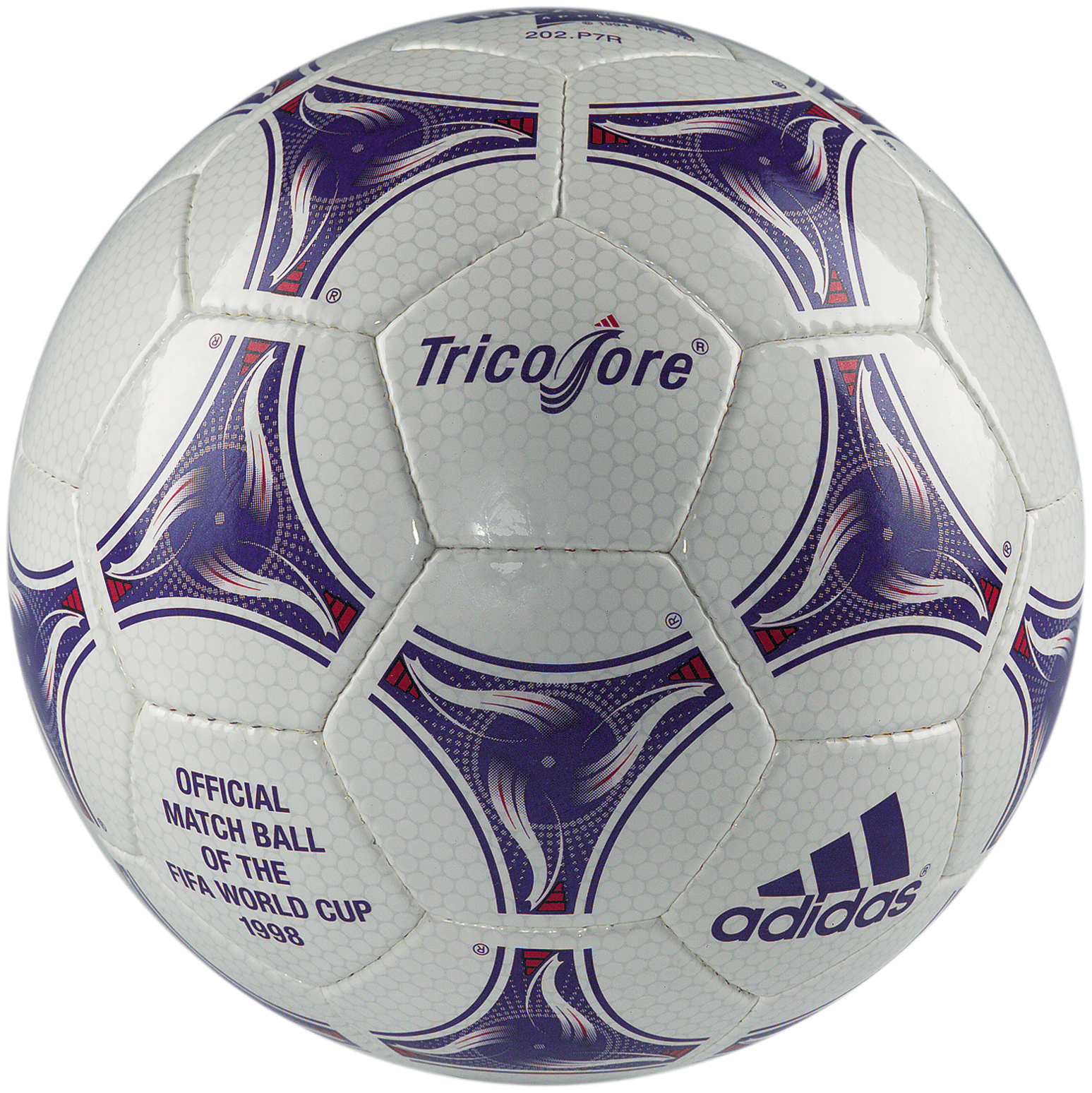
Официальный мяч турнира Adidas Tricolore.

Официальный мяч чемпионата мира 1998 года, произведенный компанией Adidas, был назван Tricolore, что в переводе с французского означает «трехцветный». Это был восьмой мяч чемпионата мира, сделанный для турнира немецкой компанией, и он был первым разноцветным мячом в серии. Трехцветный флаг и петух, традиционные символы Франции, были использованы в качестве вдохновения при разработке дизайна.

## Спонсоры
Спонсоры турнира включали в себя две категории: спонсоры чемпионата мира и национальная поддержка.
| Спонсоры чемпионата мира | Национальная поддержка                                                                            |
| --- | ------------------------------------------------------------------------------------------------- |
| - Adidas - Budweiser - Canon - Casio - Coca-Cola - Fujifilm - Gillette (Braun) - JVC - MasterCard - McDonald's - Opel - Philips - Snickers | - Air France - Citroën - Crédit Agricole - Danone - France Telecom - La Poste - Peugeot - Renault |

Исключение из списка Budweiser, который был одним из спонсоров двух предыдущих чемпионатов, связано с действующим законом во Франции, который запрещает спонсорство брендов, имеющих отношение к алкогольной продукции. Таким образом пивоваренную компанию заменил японский бренд Casio.

## Память
- Почётный президент ФИФА Жоао Авеланж поблагодарил Францию за организацию чемпионата мира и заявил: «Этот турнир останется не только со мной, но и со всеми, кто следил за этим незабываемым соревнованием»[58]. Председатель оргкомитета чемпионата мира 1998 года и президент УЕФА Леннарт Юханссон отметил, что Франция продемонстрировала качественное зрелище, «заставившее весь мир затаить дыхание»[59]. Итоговый отчёт об организации чемпионата в 2000 году предоставила Счётная палата Франции[англ.][60].
- В России чемпионат мира 1998 года особенно запомнился любителям футбола и музыки песней екатеринбургской рок-группы «Чайф» «Аргентина — Ямайка 5:0», посвящённой матчу этих двух сборных.
- Английской музыкальной группой Dario G был снят клип на песню «Карнавал де Пари», которая является адаптацией распевки фанатов футбольного клуба «Утрехт». Характерной чертой сюжета по отношению к событию являются играющие в футбол дети, раскрашенные в цвета флагов стран принимавших участие в чемпионате.